# 東京ウォーキングマップ
『東京ウォーキングマップ』は、2001年4月15日より2009年12月27日までTBSで放送された紀行・情報のミニ番組。製作はTBSとカノックス。

## 番組内容
関東ローカルの放送。通常の放送時間は毎週日曜朝5:15 - 5:30（毎月最終日曜は4:45 - 5:00）だが、番組編成の都合で前後にずれることがしばしばあった。放送回数は全436回。
毎回“散歩師”と呼ばれるパーソナリティが、徒歩や電車・バスなどの身近な交通機関を使い、数時間から一日程度で散策・周遊できる範囲の地域をひとつのテーマに沿って紹介する。タイトルには「東京」とあるが、実際は東京を中心に広く首都圏一円の地域を取り上げており、都会の風物ばかりではなく、ひなびた地方都市の風情や豊かな自然の情景など、バラエティに富んでいる。
- テーマソング：Leyona（玲葉奈）「風をあつめて」（はっぴいえんどの楽曲のカバー）
- ナレーション：中島ひろ子

## 主な散歩師と紹介した場所
散歩師として登場した人数は男女総勢69名であった。
- 久芳勝也（絵地図画家）：放送第一回散歩師、由比〜蒲原・小田原・銚子・箱根など
- 町田忍（庶民文化研究家）：放送第二回・最終回など散歩師として多数登場、北品川・横浜・お台場・新宿など
- 志村直愛（建築史家）：三田・駒場・鎌倉・前橋など
- 実相寺昭雄（映画監督）：尾久
- 河合薫（気象予報士）：青梅・沼津・御岳など
- 立川志らく（落語家）：新宿・浅草〜吉原・江戸川など
- 一龍斎貞水（講談師）：巣鴨など
- 天本英世（俳優）：吉祥寺
- 楳図かずお（漫画家）：江ノ島
- 岸本葉子：日高市など
- 道端ジェシカ：表参道

## スタッフ
- AVID編集：原敬治
- 技術：SWIT
  - カメラ：高村実・佐藤雅浩・松島良晴
  - VE：松岡豊
- 編集・MA：東洋レコーディング
- 音響効果：竹中絵美
- 構成：大村たかゆき
- ディレクター：渡辺三季・岡田倫太郎（演出家。2002年から2004年まで番組の演出を手がけた）・工藤周・大塚英二・押切紀夫・久保木の実・高橋史典
- プロデューサー：日留川雄二
- 製作・著作：TBS・KANOX

## 書籍
- 東京ウォーキングマップ 散歩師21人のベストコース 春・夏編

著者：大村たかゆき、編集：TBS・KANOX、発行：講談社、発売日：2008年4月16日、書籍コード：ISBN 406214655X
番組初の公式ガイドブックとして発売された。